# 鬼谷子
鬼谷子（？—？），戰國時期的縱橫家，弟子有蘇秦、張儀等人。魏晉時人視為隱士、道士，隱於鬼谷。後世對鬼谷子增添更多傳說，視他為神仙，又懂得兵法、仙術、數術，是通曉多門技藝的博學者。
鬼谷或本為鬼谷子之隱居地名，故取而為號，又或者就是他的姓氏名。最早說鬼谷子姓氏為「王」者是杜光庭，在《仙傳拾遺》稱鬼谷子「姓王名誗」，王誗之名後來訛衍作王詡、王禪、王利等，又有道號名為玄微子。

## 簡介

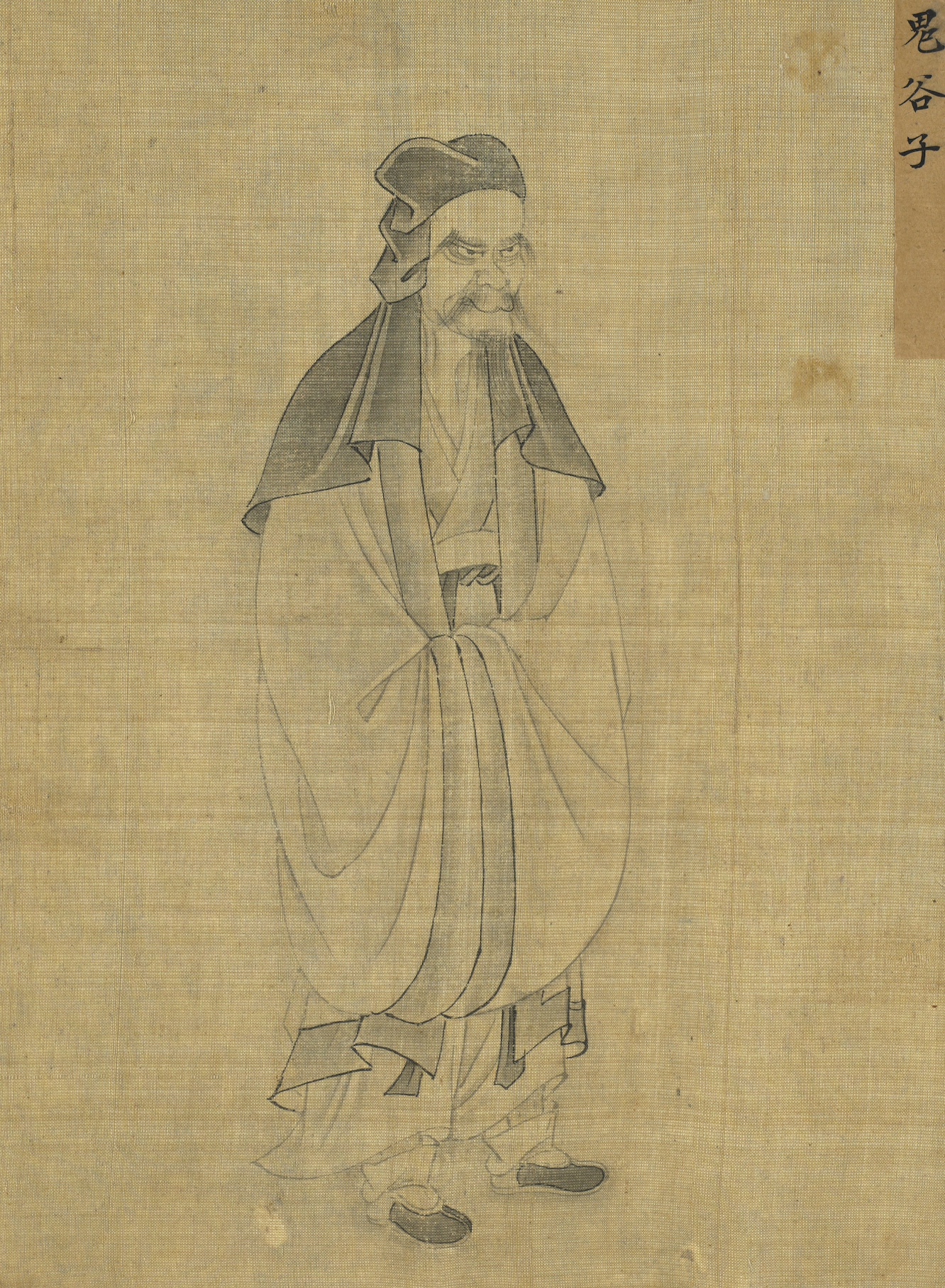
鬼谷子

鬼谷子生于前4世纪。关于鬼谷子的出身有很多种说法。一说卫国（河南淇县）人；一说魏国邺地（河北临漳）人；一说陈国郸城（河南郸城县）人；一说汉水之滨关内云阳（陕西石泉县）人。
亦有史家認為鬼谷子並非專指一人，而是有一群躲避戰亂又不願出仕而隱居在鬼谷的知識分子之統稱，所以才能夠諸子百家皆通。

## 弟子
相傳鬼谷子的弟子有龐涓、孫臏、蘇秦、張儀四人。
- 龐涓，活躍於戰國中期（前4世紀）之軍事家，魏國名將，孫龐鬥智故事的主角之一。龐涓曾因妒賢迫害同學孫臏，斬其足，黥其顏，使其逃至齊國 。前354年在桂陵之戰被孫臏俘虜，通過調停後釋放，前342年馬陵之戰敗於孫臏而陣亡。

- 孫臏，活躍於戰國中期（前4世紀）之軍事家，兵家代表人物，著有《孫臏兵法》。前354年在桂陵之戰俘虜龐涓，透過調停後釋放，前342年馬陵之戰打敗並殺死龐涓。

- 蘇秦，雒邑（今河南洛陽東）乘軒里人，戰國時期著名縱橫家，提倡合縱（聯合六國對付秦國）。

- 張儀，魏國安邑（今山西夏縣）人，戰國時期著名縱橫家。提倡連橫，（由秦國聯合其他諸侯國對抗其他諸侯國），多次破壞了蘇秦的合縱（聯合六國對付秦國），為秦惠王重用，後來亦就任秦國宰相，卒於魏國。《戰國縱橫家書》則記載張儀與當時提倡合縱的公孫衍對峙。

孫臏與龐涓的師傅是鬼谷子的說法來源於洪适《盤洲文集》，以及《東周列國志》、《前後七國志》和《孫龐鬥志演義》等歷史小說，而非正史；張儀與蘇秦的師傅是鬼谷子的說法來根據《史記 卷六十九 蘇秦列傳 第九》及《史記 卷七十 張儀列傳 第十》記載。根據4名弟子活躍年代及死亡年份推算，鬼谷子的生活年代應大約為前4世紀。
1973年在長沙馬王堆漢墓出土的《戰國縱橫家書》中所載，蘇秦死於公元前284年，張儀死於公元前310年，與張儀的連橫同時對峙的可能為公孫衍的合縱，而非蘇秦的合縱，蘇秦亦未用計入張儀於秦，這些都不同於《史記》與《資治通鑑》所言。

## 考證
最早记载鬼谷子的是司马迁的《史记》。《史記·蘇秦列傳》中说：“苏秦者，东周洛阳人也。东事师子齐，而习之于鬼谷先生。”
- 唐代司馬貞《史記索隱》卷十八：「按鬼谷，地名也，扶風池陽（扶風雲陽，晉池陽即唐雲陽）、潁川陽城並有鬼谷墟，葢是其人所居，因為號；又樂壹注《鬼谷子》書云：蘇秦欲神祕其道，故假名曰鬼谷。」引用了質疑鬼谷子真實性的觀點。

- 宋代王駜《橫秋閣》本長孫無忌鬼谷子序：“鬼谷子，楚人也，周世隱於鬼谷。”

- 宋代《中興書目》：“周時高士，無鄉里族姓名字，以其所隱自號鬼谷先生。”

- 宋代晁公武《郡齋讀書志》：“按戰國時隱居穎川陽城之鬼谷，因此自號。”

- 南宋陳振孫《直齋書錄解題》：“戰國時蘇秦、張儀所師事者，號鬼谷先生。”

## 評價
傳說鬼谷子有兵家的六韬三略，又擅長于外交家的纵横之术，更兼有陰陽術士的江湖神算，在小說和傳說故事中以一位奇才、全才的面貌現身。
道教认为鬼谷先生为“古之真仙”，曾在人间活了百余岁，而后歸隱山林。《鬼谷子》一书完整地保留在道家的经典《道藏》中。
陰陽術士則以為鬼谷子精通術數，如〈李虛中命書序〉稱司馬季主從鬼谷子得遺文九篇，命理書《五行精紀》收有包括《鬼谷遺文》在內的鬼谷算命著作。明清時還流傳名為「鬼谷數」、「前定數」之類的算命法，稱源自鬼谷子。火珠林法卜筮著作《斷易天機》書名題稱鬼谷源流，指其斷易之法承自鬼谷子。有些相法亦稱來自鬼谷子，如「鬼谷子相辨微芒」。

## 著作
鬼谷子的主要著作有《捭阖策》及《本經陰符七術》。《捭阖策》側重於權謀策略及言談辯論技巧，而《本經陰符七術》則集中於養神蓄銳之道。其主要內容為鬼谷先生親著，或有其弟子及後學參與其中
。

### 《捭阖策》
《捭阖策》又名《鬼谷子》，相傳是鬼谷子所著，最早見於明朝嘉靖乙已鈔本，內容主要論述外交遊說的技巧。在四庫全書中為子部雜家類。《鬼谷子》是總結了鬼谷子畢生學術研究的精華，價值極高。全書共十四篇，其中《轉丸》、《胠亂》已失傳，是縱橫家的代表作之一，為後世了解縱橫家的文化思想提供了寶貴的經驗，它總結了智謀權術的各類表達方式，被廣泛運用於政治，商業，公關等各大領域。
但是，《鬼谷子》一书极力崇尚谋略、权术、言谈辩论的技巧，其思想与儒家所崇尚的道德仁义完全不同，因此《鬼谷子》向来被历代君王视为洪水猛兽，但许多人私下仍经常学习了解。

### 《本經陰符七術》
相傳為鬼谷子所著。前三篇說明如何充實意志，涵養精神。後四篇討論如何將內在的精神運用於外，如何以內在的心神去處理外在的事物。

## 小說形象
根據長篇小說《東周列國志 第八十七回　說秦君衞鞅變法　辭鬼谷孫臏下山》描寫，王诩潛居鬼谷，人但稱為鬼谷先生。其人通天徹地，有幾家學問，人不能及。
鬼谷子精於幾家學問：
- 一曰「數學」，日星象緯，在其掌中，占往察來，言無不驗﹔
- 二曰「兵學」，六韜三略，變化無窮，布陣行兵，鬼神不測﹔
- 三曰「遊學」，廣記多聞，明理審勢，出詞吐辯，萬口莫當﹔
- 四曰「出世學」，修真養性，服食導引，卻病延年，沖舉可俟。

鬼谷子的弟子就學者不知多少，來者不拒，去者不追。當中幾個有名的弟子為：齊人孫賓、魏人龐涓、張儀、洛陽人蘇秦。賓與涓結為兄弟，同學兵法﹔秦與儀結為兄弟，同學游說﹔各為一家之學。後鬼谷子將孫賓「賓」字，左邊加月為「臏」。按字書，臏乃刖刑之名，今鬼谷子改孫賓為孫臏，明明知有刖足之事，但天機不可洩漏。

## 影視作品
| 年份   | 劇名                         | 導演         | 演員   | 剧中姓名 | 註解                 |
| ------ | ---------------------------- | ------------ | ------ | -------- | -------------------- |
| 1987年 | TVB電視劇《奇門鬼谷》        | 李國立等     | 白英   | 鬼谷子   |                      |
| 1999年 | 電視劇《孙子兵法与三十六计》 | 蔡晶盛       | 劉洵   | 鬼谷子   | 此劇又名《無敵軍師》 |
| 2019年 | 電視劇《謀聖鬼谷子》         | 郭寶昌、劉涓 | 段奕宏 | 鬼谷子   |                      |

## 供奉廟宇
| 臺灣         |                                       |                                           | |
| 創立年份     | 廟宇名字                              | 地區                                      | 備註 |
| 始於日治時期 | 板橋妙雲宮-鬼谷仙師                   | 新北市板橋區重慶路37號                    | 1958年落成安座 |
| 1955         | 王禪老祖鬼谷仙師廟                    | 新竹縣北埔鄉                              | |
| 1967         | 基隆悟玄宮（鬼谷子廟）                | 基隆市                                    | 主神王禪老祖，全台唯一由盲人命相師啟造之廟宇 |
| 1996年       | 南投市易經大學 （页面存档备份，存于） | 南投市文化路705巷667號，電話：049-2209418 | 鬼谷子成道後，聖號「王禪老祖」，又稱「禪師菩薩」、「禪師爺祖」天界尊號為「玄風永振天尊」，易經大學除了佔地廣闊之外，王禪老祖聖像是全世界最高的鬼谷子聖像 |
| 2018         | 雲水觀─王禪老祖鬼谷子廟               | 新竹縣新埔鎮                              | 位在台開新埔「雲夢山丘」園區 |

松山劍童宮之主神「王府劍童」據說為王禪老祖門下弟子，故以「王府」二字冠名，該廟三樓亦奉祀王禪老祖。

### 引用
1. ↑  袁淑《真隱傳》：「鬼谷先生，不知何許人也，隱居韜智，居鬼谷山，因以為稱。」

郭璞《遊仙詩·青溪千余仞》：「青谿千餘仞，中有一道士。雲生梁棟間，風出窗戶裏。借問此何誰？ 云是鬼谷子。」

《抱朴子》：「老子，無為者也，鬼谷，終隱者也，而著其書，咸論世務。何必身居其位，然後乃言其事乎」
2. ↑  《真靈位業圖》：「第四中位……鬼谷先生」
杜光庭《錄異記》：「鬼谷先生者，古之真仙也……云姓王氏，自軒轅之代，歷於商、周，隨老君西化流沙，洎週末復還中國，居漢濱鬼谷山，受道弟子百餘人」
3. ↑  陳志平. .   [2023-04-14]. （原始内容存档于2022-12-09）.
4. ↑  王世貞《弇州四部稿·卷一百十二·讀鬼谷子》：「鬼谷子楚人，隱鬼谷不著名氏，嘗有書責儀秦，夫既教之矣，又何責焉？《續仙傳》曰：‘鬼谷子即王誗也，得道為地仙。此諛辭也。」
宋濂《諸子辯·鬼谷子》：「《鬼谷子》三卷，鬼谷子撰，一名玄微子。鬼谷子無姓名里居，戰國時隠潁川陽城之鬼谷，故以為號。或云王誗，誗一作詡者，妄也。長於養性治身，蘇秦、張儀師之，受捭闔之術十三章，又受轉圓胠篋及本經持樞中經三篇。」
5. ↑  《盤洲文集》：龐涓之淺嘗鬼谷，遂致馬陵之禍
6. ↑  盧嘉琪.  (PDF).   [2023-04-13]. （原始内容存档 (PDF)于2023-04-13）. 鬼谷數。館設城內三坊巷，亦瞽者流，問病之吉凶，先將銅錢五枚，手搖倒出三次，再用黑牌摸推，即知病者家中之何物作崇，莫不奇驗
7. ↑  高啟《贈談鬼谷數瞽師金松隱》
8. ↑  鬼谷子分定經，又稱兩頭鉗。在《永樂大典》的鬼谷子分定經包含了1.鬼谷子分定經、2.康節前定數、3.前定易數、4.四字金、5.郭樸數。
9. ↑  [https://www.facebook.com/whtemple/ （页面存档备份，存于） 主神「王禪老祖」，全台唯一由盲人命相師啟造之廟宇」，2021-03-01
10. ↑  台開新埔雲夢山丘雲水觀「王禪老祖廟」 （页面存档备份，存于），兩岸好報，2018-01-28
11. ↑  . 保庇NOW. 2018-12-13  [2019-08-03]. （原始内容存档于2019-08-03）.

## 外部連結
- Guiguzi的作品  - 古騰堡計劃